# Minus the Machine

Minus the Machine est le sixième album du groupe de rock américain 10 Years de 2012.
Il est disponible depuis le 7 août 2012 sur leur propre label indépendant nommé Palehorse Records, qui fait partie du Independent Label Group (Regroupement de Label Indépendants) appartenant à Warner Music Group. Le chanteur, Jesse Hasek, s'est exprimé à propos de l'album « Nous voulions créer un album qui n'a pas de limites. » Il continue par, « Quand vous avez l'impression qu'on vous dit de suivre le mouvement et de sauter dans des cerceaux, ça arrache le cœur. Il vaut mieux faire comme ça vient et puis voir quelles sont les conséquences. »

## Histoire
Le 2 avril 2012, 10 Years annoncent officiellement qu'ils viennent d'enregistrer leur prochain album, Minus the Machine, qui était prévu pour sortir le 17 juillet 2012. Plus tard, le groupe annonce le report de deux semaines pour une disponibilité le 31 juillet 2012. Juste après un nouveau report d'une semaine arrivant a sa date de sortie finale le 7 aout 2012. Il fut néanmoins disponible en prévente sur iTunes le 15 juillet 2012.
Le 26 mai, le groupe a été filmé lors de deux prestations à la suite, mises en ligne sur YouTube, dévoilant deux titres, Backlash et Minus the Machine, extrait de l'album.
Le 19 juin, le premier single extrait de l'album Backlash est diffusé pour la première fois à la radio.
Le 12 juillet 2012, une vidéo accompagne le morceau Knives sur YouTube composé d'images de 10 Years provenant de la tournée.
Le 6 août, via la plateforme AOL Music, 10 Years mettent à l'écoute l'intégralité de l'album.
Le 26 octobre, 10 Years annoncent le deuxième single Dancing With The Dead.
Le 21 juin 2013, le groupe annonce par l'intermédiaire de leur page Facebook que le troisième single sera Minus the Machine.

## Crédits
- Jesse Hasek – Chant
- Ryan "Tater" Johnson – Guitare, Chœurs
- Lewis "Big Lew" Cosby – Basse
- Brian Vodinh – Guitare rythmique, Percussions